# Pedro Costa
Pedro Costa (Lisboa, 30 de desembre de 1958) és un director de cinema portuguès. És conegut com un innovador en l'àrea de cinema experimental i de docuficció. Utilitza com a eines bàsiques de gravació les càmeres lleugeres de vídeo digital. Els seus plantejaments estètics recullen els principis del denominat cinema directe. Se'l considera hereu dels documentals en 16 mm del grup Novo cinema portuguès.